# جون مارتن (سياسي أمريكي، مواليد 1833)
جون مارتن (بالإنجليزية: John Martin)‏ هو قاضي ومحامي وسياسي أمريكي، ولد في 12 نوفمبر 1833 في هارتسفيل في الولايات المتحدة، وتوفي في 3 سبتمبر 1913 في توبيكا في الولايات المتحدة. نشط حزبياً في الحزب الديمقراطي. وقد انتخب عضو مجلس نواب كنساس وانتخب عضو مجلس الشيوخ الأمريكي.